# Vilafrancada
La Vilafrancada est le nom donné à l'insurrection menée par l'Infant  Michel à Vila Franca de Xira au Portugal, le 27 mai 1823. Cet épisode marque la fin de la tentative d'établir une monarchie libérale au Portugal.

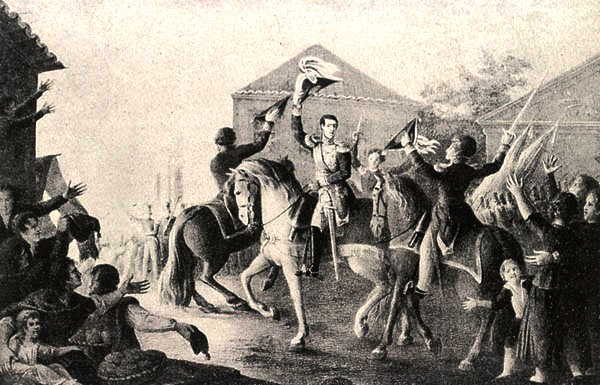
Le prince Michel lors de la Vilafrancada. Gravure du XIXe siècle.

## Antécédents
Le régime libéral instauré au Portugal par la révolution du 24 août 1820 ne pouvait satisfaire les secteurs les plus réactionnaires de la population qui réclame la restauration de l'absolutisme.
À la tête des mécontents se trouve la reine Carlota joaquina, épouse de Jean VI de Portugal ainsi que l'infant Michel. La reine ayant refusé de prêter serment à la Constitution de 1822 fut condamnée à l'exile avant de voir sa peine commuée en résidence surveillée dans le Palais de Ramalhão à Sintra.

## L'insurrection
L'année 1823 offre aux absolutistes l'occasion qu'ils attendent. L'invasion de l'Espagne par les troupes françaises mandatées par la Sainte Alliance pour mettre fin au régime constitutionnel et remettre sur le trône le roi Ferdinand VII d'Espagne avait encouragé le soulèvement absolutiste du Comte d'Amarante dans le nord du Portugal (Vila Real) et poussé le parti de la reine à se révolter ouvertement, certain du soutien français (23 février 1823). Un mois plus tard, les meneurs sont mis en déroute. Ils tentent alors de rejoindre les troupes françaises en Espagne.
Le 27 mai 1823, l'Infant Michel se rend à Vila Franca de Xira où se réunissent plusieurs régiments mutins. Il est rejoint par un régiment d'infanterie qui était en route vers Almeida afin de renforcer la frontière contre les assauts des révoltés du Nord. La monarchie absolue y est acclamée. Tout laisse penser que l'Infant et la reine projetaient l'abdication de Jean VI qui, lui, restait fidèle à la Constitution. Cela ne l'empêche pas l'infant d'en appeler au soutien du roi dans ce qu'il considère une libération du pays.
À la fin du mois cependant, Jean VI, pressé par les Cortes, appelle son fils au respect de la constitution. Il se déclare lui-même fidèle à la constitution et libre de ses mouvements. IL se voit rallié par des figures importantes de l'armée, tels que le marquis de Palmela, João Oliveira e Daun ou António Severim de Noronha. Afin d'éviter une guerre civile, il décide de prendre la tête du mouvement, encouragé par le soulèvement du 18e régiment d'infanterie, qui était venu au Palais de Bemposta l'acclamer en tant que monarque absolu. Il part pour Vila Franca de Xira où il contraint l'Infant rebelle à se soumettre avant de revenir à Lisbonne en vainqueur.
Dans le Diario do Governo du 2 juin, le roi déclare vouloir sauver le pays de l'anarchie en cherchant à trouver un compromis entre les différents partis. IL constate que la Constitution n'a pas réussi à faire. Se défendant de vouloir rétablir l'absolutisme, il promet néanmoins une nouvelle constitution. Ce sont les partisans libéraux les plus radicaux, attachés à la constitution de 1822, qui sont visés.
Le 2 juin 1823; les Cortes interrompent leur session considérant ne pas avoir les moyens de poursuivre leur travail. Certains libéraux prennent le chemin de l'exil. Un nouveau gouvernement est formé mêlant absolutistes et libéraux modérés. L'Infant est nommé commandant en chef de l'armée. La reine retrouve toutes ses prérogatives. De nombreux exilés politiques reviennent, les prisonniers politiques sont libérés (dont le Comte d'Amarante). Le 18 juin, la constitution de 1822 est abrogée.
Cet épisode met fin à trois ans d'une expérience de politique libérale radicale au Portugal connue sous le nom de Vintismo. Le roi échoue dans sa tentative pour empêcher l'accession au pouvoir du parti ultra-réactionnaire et pour maintenir sa position déterminante dans l'échiquier politique. Surtout que le parti de la reine ne cessera pas d'intriguer et, moins d'un an plus tard, éclatait une nouvelle révolte absolutiste, l'Abrilada, qui entraînera l'exil de l'Infant Michel.
La Vilafrancada apparaît comme un symptôme des tensions que la rapidité des changements politiques dans le pays avaient fait émerger. Elle contribua au climat d'instabilité qui perdura dans le pays jusqu'à l'époque de la Régénération.

## La proclamation
A cette occasion, l'Infant Michel fit la proclamation suivante:
"Portugais :
Il est temps de briser le joug de fer que nous subissons de manière ignominieuse (…) L'ampleur des maux du pays, déjà infinis, ne me laisse pas le choix (…)
Au lieu des primitifs droits nationaux que l'on vous promettait de retrouver le 24 aout 1820, on vous a apporté la ruine. Le roi n'est plus qu'un fantôme; (…) la noblesse (à laquelle […] vous devez votre gloire en terres africaines et sur les mers d'Asie) est réduite à rien et dépouillée du lustre que la reconnaissance royale lui conférait; la religion et ses ministres sont objets de raillerie et de moquerie (…).
Je me trouve entouré de fiers et courageux Portugais, décidés comme moi à mourir ou à rendre à Sa Majesté sa liberté et son autorité (…).
N'hésitez pas, ecclésiastiques et citoyens de toutes classes, venez soutenir la cause de la religion, de la royauté et de vous tous. Jurons de ne pas embrasser la royale main, avant que la liberté ne soit rendue à Sa Majesté.
Vila Franca, 27 mai 1823.